# Демократы за сильную Болгарию
Демократы за сильную Болгарию (болг. Демократи за силна България) — политическая партия в Болгарии (сокращённо ДСБ (болг. ДСБ)).
В 1997 году Союз демократических сил принял управление страной, получив на выборах 2,2 млн голосов. После 4-летнего управления на выборах 39-го Народного собрания Болгарии он получил всего 830 тыс. голосов — почти в три раза меньше. Руководство СДС обвинило в этом бывшего премьера Ивана Костова и отстранило его от всех должностей в партии. Иван Костов отверг все обвинения и со своими сторонниками основал ДСБ.
На парламентских выборах 2005 года ДСБ получили 6,44 % из голосов и 17 депутатских мест в 40-м Народном собрании Болгарии.
На выборах в Европарламент 2007 года блок набрал около 4,35 % голосов и не получил депутатских мест.
ДСБ являются твердыми и последовательными сторонниками прозападной ориентации Болгарии и её активного участия во всех мероприятиях ЕС и НАТО. 4 марта 1999 года правительство Ивана Костова предоставило воздушное пространство Болгарии для воздушных ударов НАТО по Югославии, несмотря на многочисленные демонстрации против этого сторонников пророссийской ориентации.
17 января 2008 года ДСБ провели митинг против посещения Болгарии президентом России Владимиром Путиным. Вопреки этим протестам был подписан договор по проектированию и строительству новой АЭС «Белене» российской компанией «Атомстройэкспорт».
13 ноября 2010 года ДСБ выразили острое несогласие с подписанными в Софии соглашениями и уставом совместной проектной компании «South Stream Bulgaria AD», по реализации проекта строительства газопровода «Южный поток» на территории Болгарии.
В начале 2009 ДСБ и Союз демократических сил образовали Синюю коалицию, получившую 6,76 % голосов и 15 депутатских мест на парламентских выборах 2009 года. В парламенте депутаты от Синей коалиции поддерживали однопартийное правительство меньшинства во главе с Бойко Борисовым.
После распада Синей коалиции выступая самостоятельно на парламентских выборах 2013 года, ДСБ набрал 2,93 % голосов и потерял представительство в парламенте.
В декабре 2013 ДСБ, Союз демократических сил и их союзники сформировали Реформаторский блок, получивший 8,89 % голосов и 23 депутатских места на парламентских выборах 2014 года.
В конце 2016 ДСБ объявил о выходе из Реформаторского блока.
На парламентских выборах в апреле 2021 года принимала участие в составе коалиции Демократическая Болгария, которая набрала 9,31 % (302 270 голосов) и заняла 5-е место.
На парламентских выборах в июле 2021 года коалиция Демократическая Болгария получила 12,48 % голосов и заняла 4-е место.